# Gmina Ochryda
Gmina Ochryda (mac. Општина Охрид) – gmina w południowo-zachodniej Macedonii Północnej.
Graniczy z gminami: Debarca
 od północy i zachodu, Resen od zachodu i na krótkim odcinku z gminą Mogiła od północnego wschodu.
Skład etniczny
- 84,93% – Macedończycy
- 5,31% – Albańczycy
- 4,07% – Turcy
- 5,69% – pozostali

W skład gminy wchodzą:
- miasta: Ochryda;
- 28 wsi: Dołno Łakoczerej, Ełeszec, Ełszani, Gorno Łakoczerej, Koseł, Kuratica, Końsko, Łagadin, Łeskoec, Liwoiszta, Lubaniszta, Orman, Openica, Pesztani, Płaće, Racza, Ramne, Rasino, Reczica, Sirula, Skrebatno, Swiniszta, Szipokno, Trpejca, Wapiła, Wełestowo, Wełgoszti, Zawoj.